# Muratsi
Muratsi est un village de l'Ouest estonien se situant dans la commune de Lääne-Saare du comté de Saare.